# Ведута, Николай Иванович
Никола́й Ива́нович Веду́та (6 февраля 1913, Старобельск, Харьковская губерния — 25 апреля 1998) — советский и белорусский экономист-кибернетик, доктор экономических наук, профессор, член-корреспондент Национальной академии наук Беларуси, основоположник Научной школы стратегического планирования.
Автор более 100 научных трудов.

## Биография
Родился 6 февраля 1913 года в городе Старобельске Харьковской губернии в семье донского казака — врача Ивана Ведуты и дворянки Любови Барбэ.
В 1938 году окончил Харьковский политехнический институт.
Трудовую деятельность начал с мастера машинно-тракторной станции. В начале войны был отправлен в Сталинград перестраивать тракторный завод под производство танков. После Сталинграда был отправлен в Челябинск перестраивать под производство танков Челябинский тракторный завод, а в 1943 году — в Барнаул строить новый тракторный завод. После войны он вернулся в Харьков, стал главным конструктором Харьковского тракторного завода. В 1952 году должен был выехать в Румынию строить тракторный завод, однако, по обращению ЦК КПСС, как практик и организатор производства, Н. И. Ведута был направлен в аспирантуру Института экономики АН СССР.
В 1957—1962 гг. — заместитель директора и заведующий сектором Института экономики АН БССР.
В 1962—1967 гг. — директор Центрального научно-исследовательского института технического управления (ЦНИИТУ), член коллегии Министерства приборостроения СССР. Руководил внедрением первых в стране автоматизированных систем управления (АСУ) производством на машиностроительных предприятиях.
В 1967 году в БГИНХ им. В. В. Куйбышева была образована кафедра экономико-математических методов и программирования, Н. И. Ведута был первым её заведующим.
В 1967—1977 гг. — заведующий сектором Института экономики АН БССР и одновременно — заведующий кафедрой Белорусского института народного хозяйства.
В 1977—1989 гг. — старший научный сотрудник, заведующий сектором НИИЭВМ (Минск) и в 1978—1982 гг. — профессор Республиканского межотраслевого института повышения квалификации руководящих работников и специалистов отраслей.
Работал главным инженером Минского тракторного завода, а затем начальником отдела перспективного планирования в Госплане Белоруссии.

## Область научной деятельности

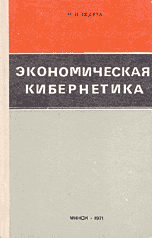
Н. И. Ведута, «Экономическая кибернетика»

С конца 1950-х гг. Н. И. Ведута тесно сотрудничал с учёными Центрального экономико-математического института Академии наук СССР — академиками В. С. Немчиновым, Н. Я. Петраковым, Н. П. Федоренко, С. С. Шаталиным, профессором В. В. Новожиловым и др. в становлении и развитии экономико-математического направления в СССР. В своей докторской диссертации он особое внимание уделяет моделированию метода последовательных приближений, имитирующему практику хозяйствования, что явилось развитием метода «затраты — выпуск» В. Леонтьева для целей эффективного управления экономикой.
В исследованиях «Об экономической эффективности капитальных вложений в промышленность» (1960), «Экономическая эффективность новой техники» (1964) и др. Н. И. Ведута особое внимание уделял проблемам повышения эффективности общественного производства, производительности труда, рациональному размещению производительных сил, специализации и кооперирования.
Конструируя централизованную (смешанную) экономику на основе отечественного и зарубежного опыта, Н. И. Ведута разработал динамическую модель МОБ, предполагающую включение воздействия рынка (цен равновесия) на определение пропорций плана.
Принципы сочетания плана и рынка, для оптимизации управления экономикой, были изложены им в книге «Экономическая кибернетика» (1971).
В последней книге Н. И. Ведуты «Социально эффективная экономика» (1998) содержатся основы системы национального счетоводства для расчёта стратегического плана, а также математический инструментарий для проведения конкретных расчётов по составлению траектории развития государства.
Герой Советского Союза, генерал армии В. И. Варенников в своём семитомнике «Неповторимое» упоминает Николая Ведуту, как человека, внёсшего вклад в мировую экономическую мысль. Проф., д. э. н. Н. Кузнецов считал, что динамическая модель МОБ Н. Ведуты представляет собой научный механизм, который стоит над идеологией.
По мнению д. э. н. В. Н. Комкова, Ведута был основоположником школы экономико-математического моделирования в Беларуси и основоположником экономической кибернетики в белорусской экономической науке.

## Семья
- дочь Елена Николаевна (р. 1950) — д. э. н., проф. МГУ, руководитель «Научной школы стратегического планирования Н. И. Ведуты»[7].

## Международное признание
В 1998 году издательство «Международный биографический центр» (г. Кембридж) включило биографию Н. И. Ведуты в книгу «2000 выдающихся учёных XX века». Интерес к динамической модели стратегического планирования наблюдался в Китае, Германии и других странах.

## Награды
- Орден «Знак Почёта» (1966)
- медаль «За доблестный труд в Великой Отечественной войне 1941—1945 гг.»
- медаль «Ветеран труда»
- медаль «В ознаменование 100-летия со дня рождения Владимира Ильича Ленина»
- медаль «Тридцать лет Победы в Великой Отечественной войне 1941—1945 гг.»
- медаль «Сорок лет победы в Великой Отечественной войне 1941—1945 гг.»
- медаль «50 лет Победы в Великой Отечественной войне 1941—1945 гг.»

## Основные труды
- Ведута, Н. И. Социально эффективная экономика / Под общей ред. докт. экон. наук. Ведута Е. Н. — М.: РЭА, 1999. — 254 с.
- Ведута, Н. И. Марксизм-ленинизм и мы. — Минск: Радзіма, 1996.
- Ведута, Н. И. Экономическая кибернетика. — Минск: Наука и техника, 1971. — 318 с.
- Ведута, Н. И. Экономика механизации управленческого труда / Н. И. Ведута, И. Б. Левин, С. И. Лукашевич. — М.: Экономика, 1968. — 149 с.
- Ведута, Н. И. Экономическая эффективность новой техники. — Минск: Наука и техника, 1964. — 336 с.
- Ведута, Н. И. Об экономической эффективности капитальных вложений в промышленности. — Минск: Изд-во Акад. наук БССР, 1960.